# Лодърдейл (окръг, Тенеси)
Окръг Лодърдейл (на английски: Lauderdale County) е окръг в щата Тенеси, Съединени американски щати. Площта му е 1313 km², а населението – 27 101 души (2000). Административен център е град Рипли.